# Puppenbrücke (Lübeck)

Puppenbrücke bis 1907

Die Puppenbrücke ist eine Straßenbrücke über den Stadtgraben in der Hansestadt Lübeck. Es ist die erste aus Stein gebaute Brücke in der Stadt.

## Geschichte
1475 beschloss man die Befestigungen Lübecks weiter auszubauen. Innerhalb von sechs Jahren entstand vor dem Holstentor ein breiter Graben und hohe Erdwälle. Über diesen Graben führte eine 94 m lange auf 16 Jochen ruhende Holzbrücke, die über eine vier Meter weite Zugbrücke verfügte.
Wegen hoher Unterhaltskosten, sie musste ständig ausgebessert werden, wurde sie 1747 ganz neu hergestellt. Jedoch war diese 20 Jahre darauf schon wieder baufällig.
Als der Stadtbaumeister Soherr nun vorschlug, eine Brücke aus Stein zu errichten, stieß er zuerst auf Ablehnung, da diese doppelt so teuer wie eine Holzbrücke wäre. Seine Argumentation, dass eine Holzbrücke nur maximal 25 Jahre hielte, ebnete den Weg zur Steinbrücke.
Die Brücke wurde in den Jahren 1768/69 geplant. Die Steinquader wurden in Reinfeld, wo das alte Kloster niedergerissen wurde, gekauft und 1770 mit dem Bau der Brücke begonnen. Der Stadtgraben wurde nördlich der alten Brücke durch Einschütten geschmälert. Die neue Brücke war 51 m lang, besaß eine 3 m breite Zugbrücke und wurde binnen zwei Jahren vollendet.
Der Rat beschloss 1774 ein Übriges zu tun und die Brücke mit acht Statuen – vier männliche und vier weibliche – und vier Vasen zu schmücken. Hiermit wurde der Ratsherr Johann Christoph Weigel beauftragt, hierfür Vorschläge zu machen.
Der hiesige Bildhauer Dietrich Jürgen Boy (oder Boye) erhielt den Auftrag, die vorgeschlagenen Figuren und Vasen in Sandstein auszuführen.
So entstand die neue Brücke, die wegen des darauf befindlichen Bildwerks bald im Volksmund den Namen Puppenbrücke erhielt und behielt.
Ihr offizieller Name war Die äußere Holstenbrücke.
1907 erbaute man den heute landesweit bekannten Neubau der Puppenbrücke. Anlass war die Verlegung des Bahnhofs und das steigende Verkehrsaufkommen. Die alte Brücke wurde einfach zu schmal. Das Skulpturenprogramm wurde in neuer Anordnung komplett übernommen.

Puppenbrücke zu Lübeck
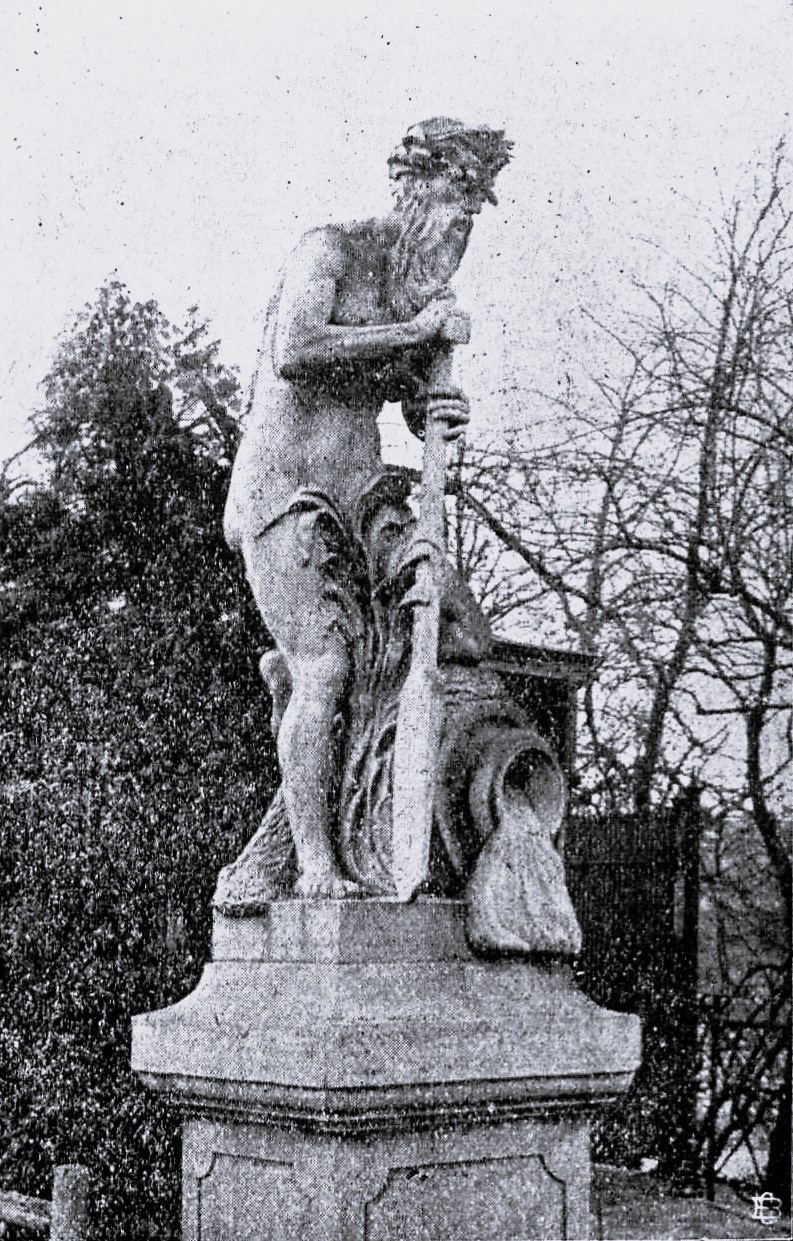
Flussgott (Trave)
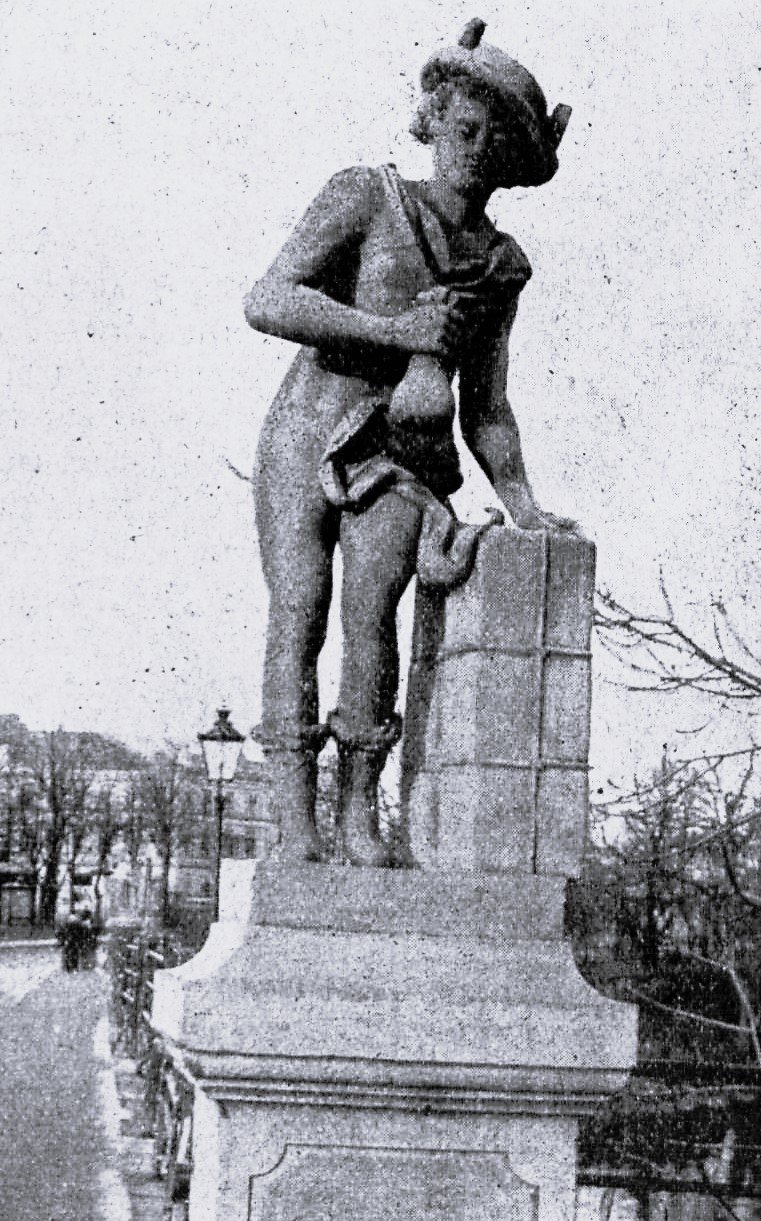
Merkur
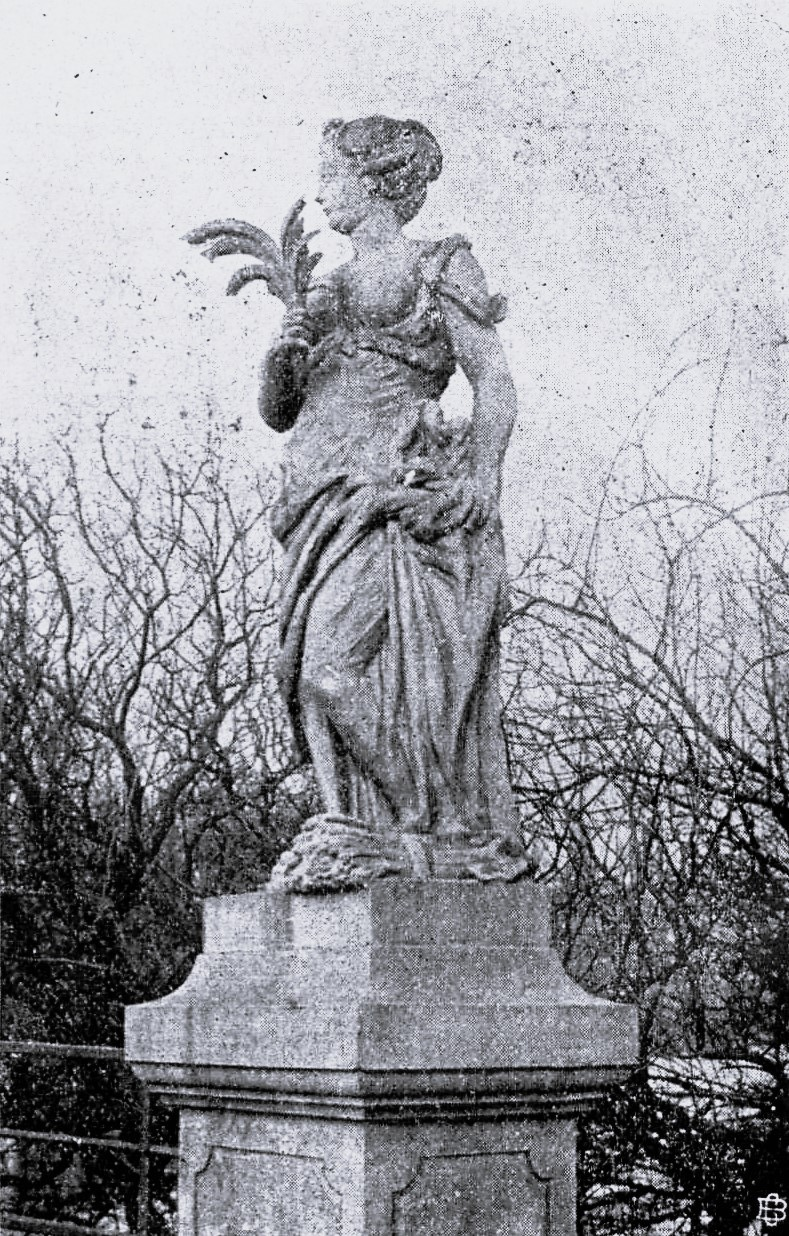
Der Friede
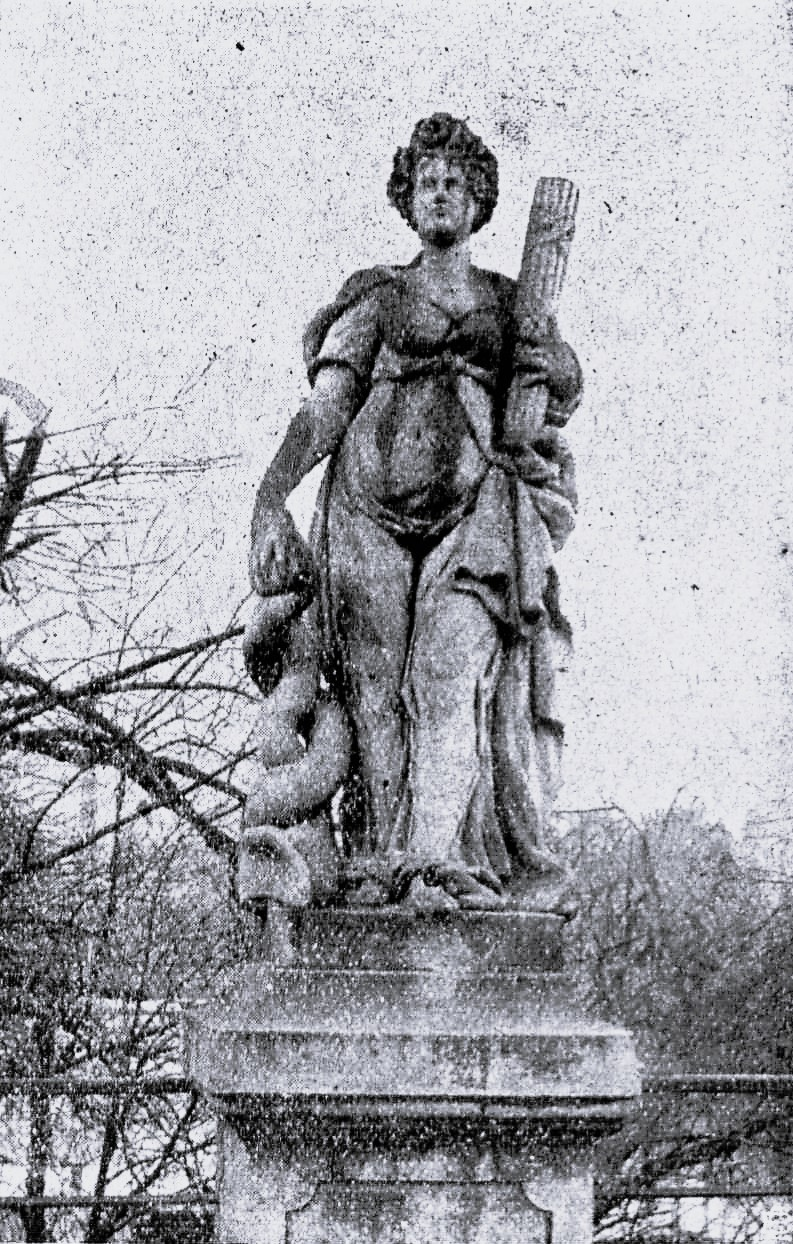
Eintracht
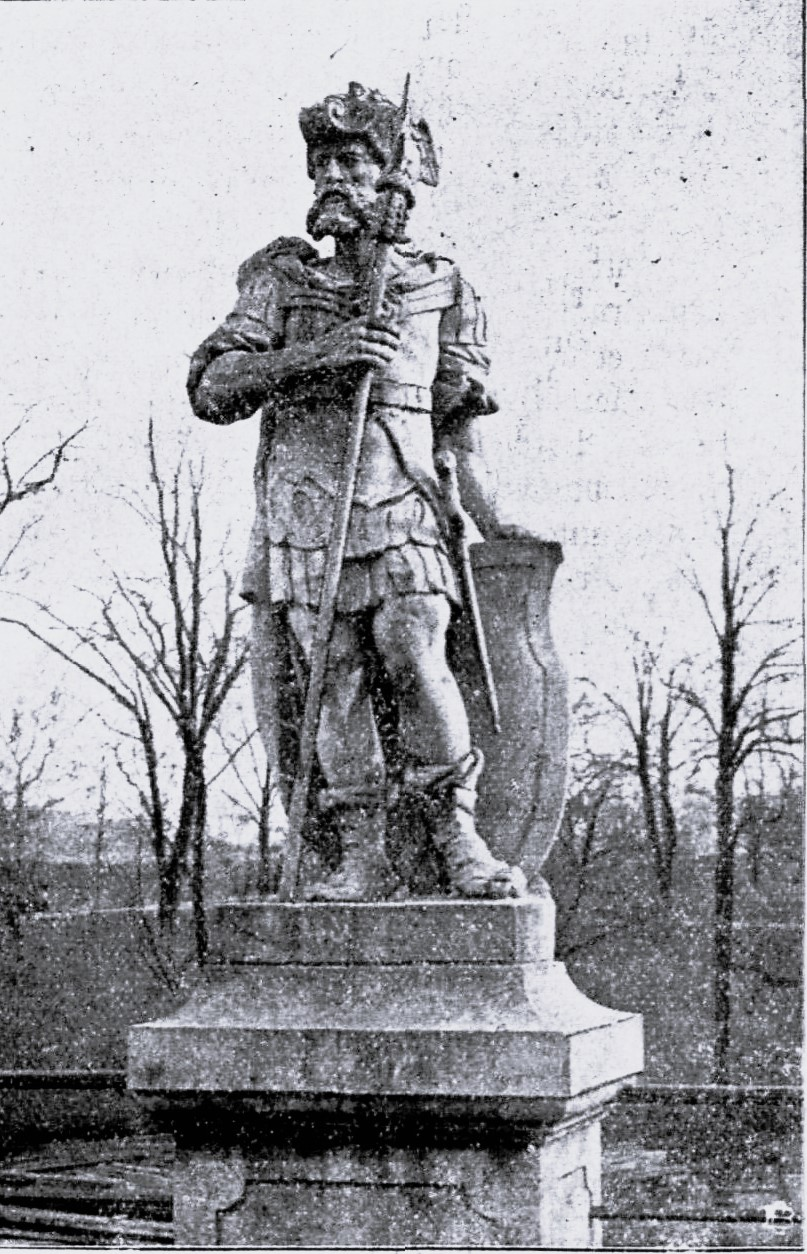
Römischer Krieger
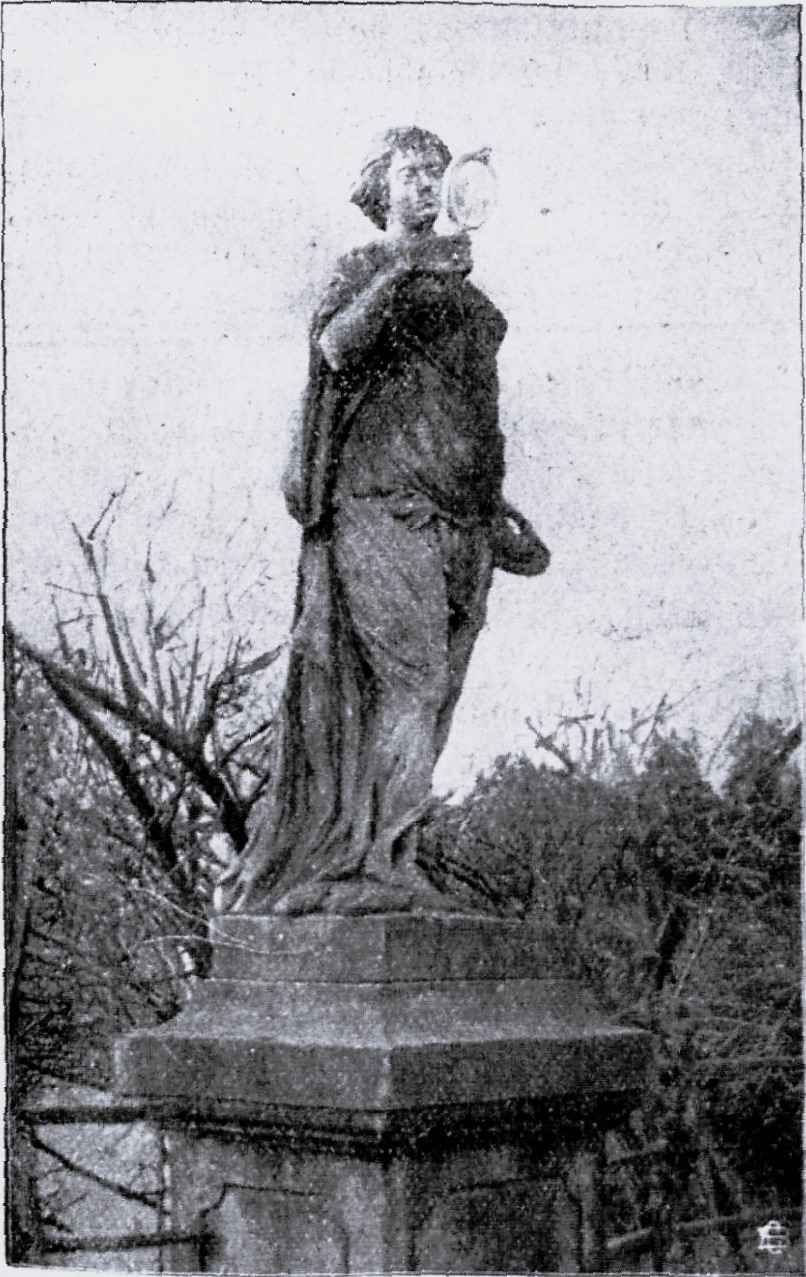
Vorsicht
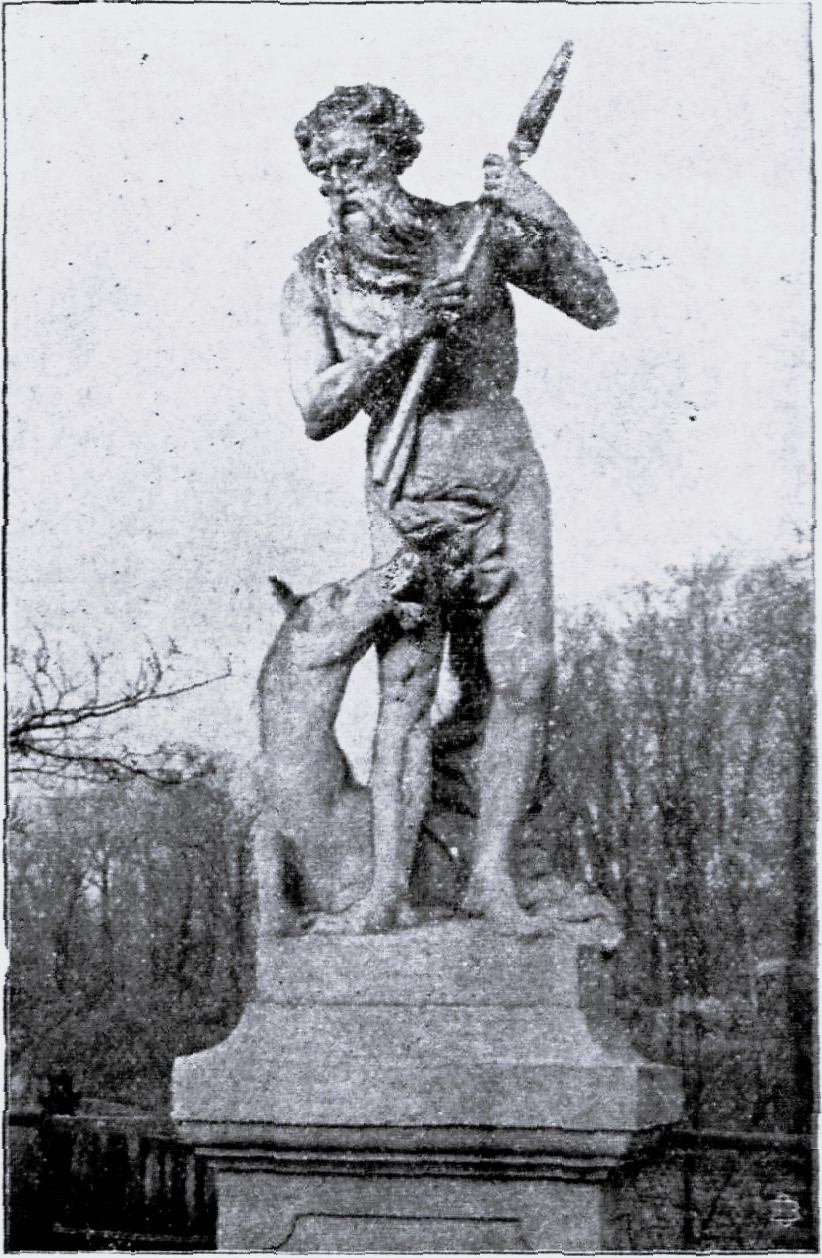
Neptun (Ostsee)
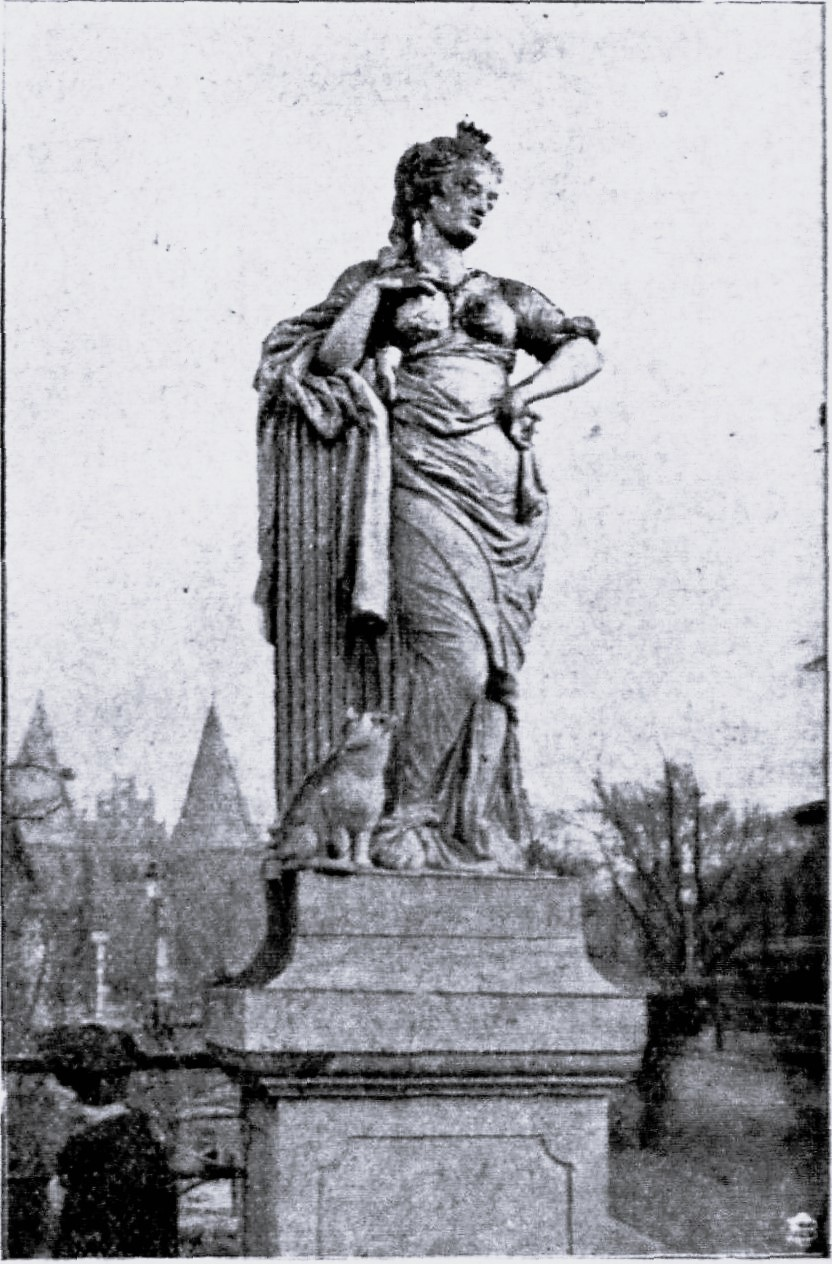
Freiheit

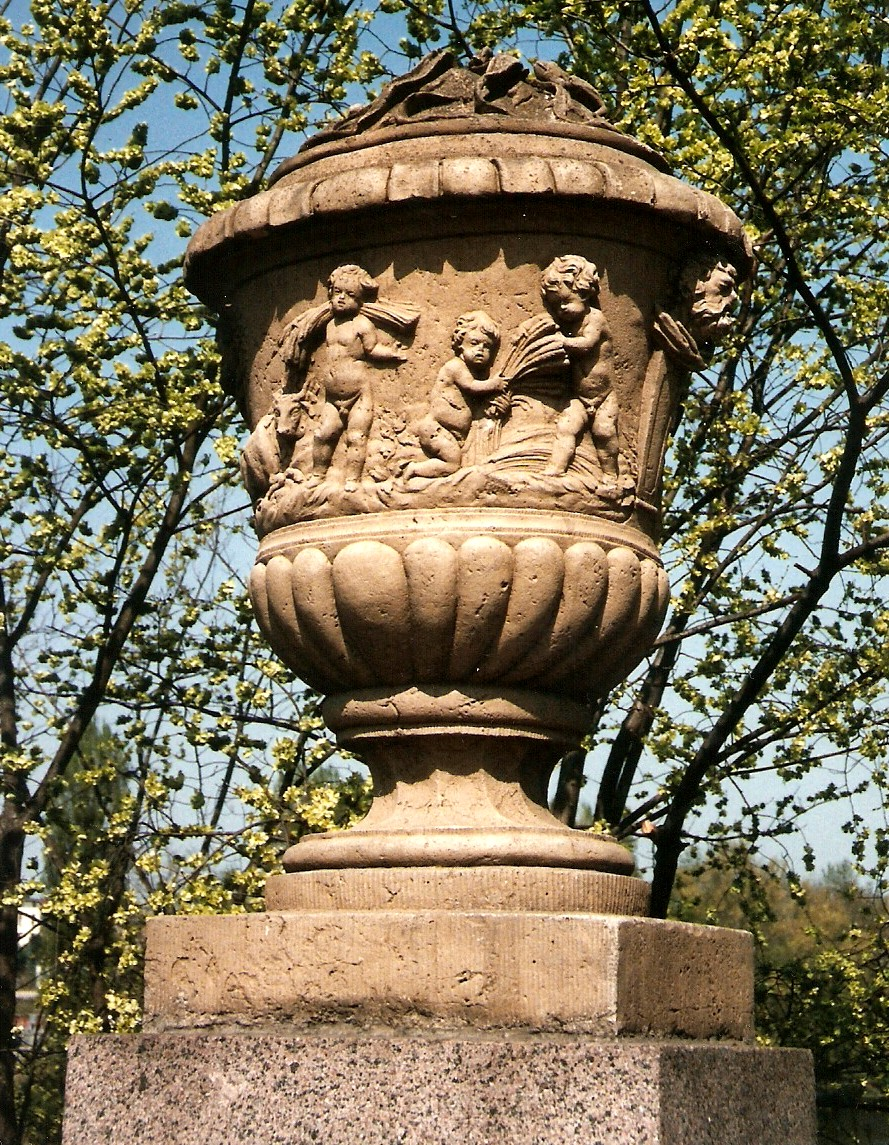
Vase (Ackerbau)

Alle Figuren besaßen eine symbolische Bedeutung. Sie stehen für die gebräuchlichen Attribute im 18. Jahrhundert, die noch heute von jedem verstanden werden.
- Der Flussgott hält ein Ruder in der Hand, zu seinen Füßen liegt die Urne aus der das Wasser läuft
- Die Eintracht trägt ein Bündel Stäbe (Fasces)
- Merkur trägt den Petasos auf dem Kopfe und hält einen wohlgefüllten Geldbeutel in der Hand
- Der Friede trug, siehe Abbildung, einen Ölzweig.
- Der Römer ist als Krieger mit Lanze und Schwert aufgefasst.
- Die Vorsicht blickt in einen Spiegel (oder durch eine Lupe)
- Neptun hat das Pferd neben sich, das bei den Griechen in enger Beziehung zu den Quellen stand und daher auf vielen Abbildungen Poseidons (Neptuns) zu sehen ist.
- die Freiheit ist an der ihr zu Füßen sitzenden Katze (Allegorie) zu erkennen

Die Figuren gehen zwar auf berühmte Vorbilder zurück, sind aber keine Kopien. Der Fleiß und die Sparsamkeit, Ackerbau und Viehzucht, Wissenschaft und Künste, Vaterlandsliebe und Patriotismus werden durch die vier Vasen dargestellt.
Die Vasen tragen die angedeutete Darstellung des Marcus Curtius, den Ackerbau, Fleiß und Sparsamkeit sowie die Freien Künste. Eine der Vasen trägt die Inschrift: Posteritati MDCCLXXVI.
Eine Deutung des Römers ist die Anspielung auf die Eigenschaft Lübecks als freie Stadt des damaligen Heiligen Römischen Reichs; mit größerer Wahrscheinlichkeit dient er aber als Symbol der Bürgertugenden.
Im Oktober 1908 wurde die Brücke vollendet. Vier Reliefs wurden von dem Berliner Bildhauer Taschner für die Bogenzwickel an der Außenseite der Brücke geschaffen. Sie stellen die vier Elemente dar – Feuer und Wasser auf der Süd-, Luft und Erde auf der Nordseite der Brücke. Im Schwerpunkt des Mauerwerks sind sie so positioniert, dass sie von weitem gesehen gut in der Fläche sitzen und zugleich so gestellt, dass der auf den Leinpfad unter der Brücke Hindurchgehende sie in allen Einzelheiten betrachten kann.
Darauf ist auch deren Maßstab angelegt. So sieht man den großen mittleren Kopf von Weitem, während die kleinen Nebenfiguren für die Ansicht aus der Nähe gedacht sind. Das Haupt charakterisiert das Element, siehe auch die Vier-Elemente-Lehre, die auf Tieren reitenden Nebenfiguren klingen an kleine Putten des Statius von Düren an. So wurde eine Verbindung zur alten Kunst der auf der Brücke Stehenden geschaffen.

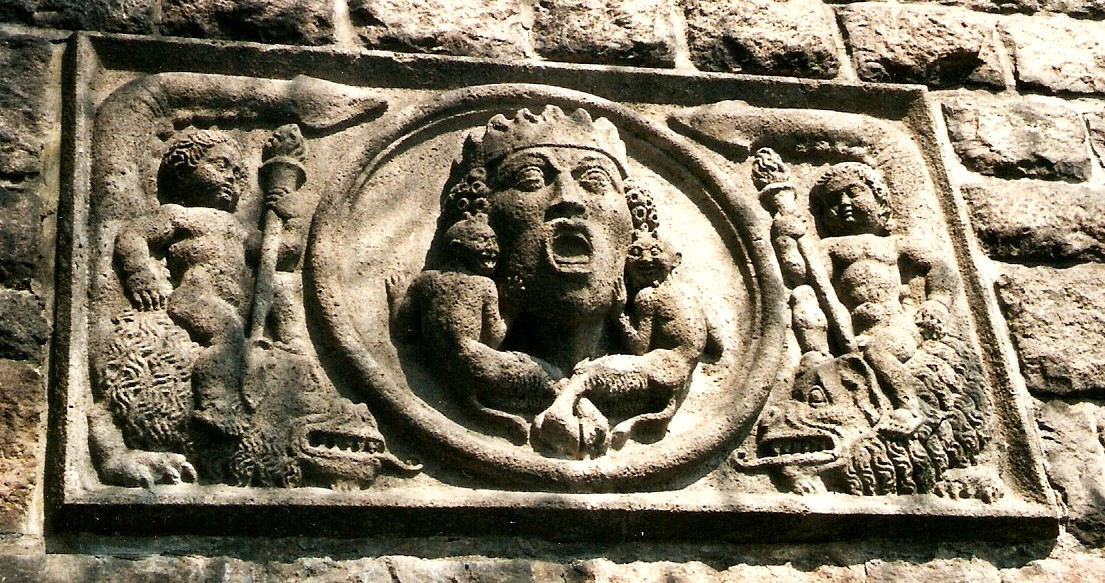
Eines der vier Reliefs

- Wasser: Das Haupt erinnert an den Kopf eines Schiffers oder Wassermanns in der Fabel. Es scheint soeben dem Wasser entstiegen und erscheint noch triefend vom nassen Element. Um seinen Bart, eine richtige Schifferkrause, spielen Meerjungfrauen. Die daneben auf Delphinen reitenden Putten tragen Muschel und Dreizack in ihren Händen.
- Feuer: Ein furchterregendes Antlitz mit einer Flammenkrone auf der Stirn kennzeichnet die Wirkung des Elements. Zwei teufelartige Gestalten unter dem Kopf deuten das Neckische, Spielende des Elements an. Auf Salamandern reitende Putten halten Fackeln in ihren Händen.
- Luft: Ein mit zurückwehenden Haaren im Wind stehender Kopf bläst selbst kräftig Luft aus. Vermenschlichte Vogelgestalten ducken sich unter seinem Kinn. Auf Adlerköpfen reitende Putten tragen Windmühlen in ihren Händen. Ein Motiv, das direkt dem Statius nachgebildet ist.
- Erde: Wohl das schönste Bildwerk. Ein gewaltiges Haupt blickt mit ernster, ruhiger Würde in die Weite. Die Früchte des Bodens sind ihm ins Haar geflochten. Umspielt wir er von Tieren des Feldes, zwei Eichhörnchen, die zu den Früchten hinauflangen. Die Putten reiten, mit kleinen Vögeln auf den Händen, auf Löwenköpfen. Es ist, als wenn der Kopf den Vögeln lauschte und doch dabei ernste Gedanken unter seiner Stirn hegte.

## Emanuel Geibel
Die wohl berühmteste Figur stellt Merkur dar. Dieser streckt sein Hinterteil in Richtung Westen. Früher behauptete man, man habe dies so errichten lassen, da er seinen Hintern in Richtung der Dänen zeigt (die ja von der See oder aus Holstein kamen). Nicht richtig ist die Erklärung, dies gelte den Holsteinern. Die Statue wird weiterhin in einem Gedicht von Emanuel Geibel erwähnt, in dem es heißt:
| Zu Lübeck auf der Brücken da steht der Gott Merkur. Er zeigt in allen Stücken olympische Figur. Er wußte nicht von Hemden in seiner Götterruh; drum kehrt er allen Fremden den blanken Podex zu. |

## Verbleib

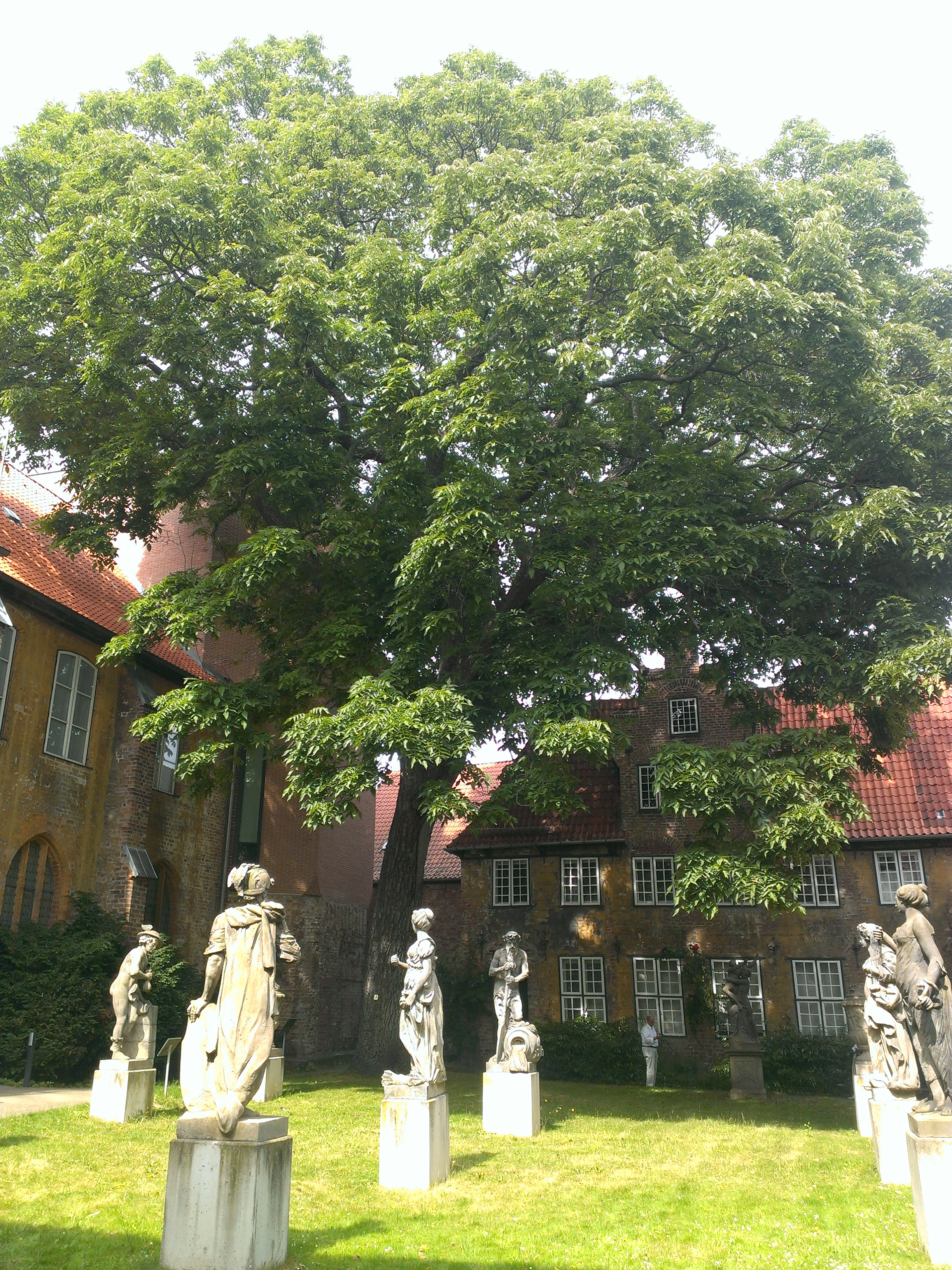
Originalstatuen im Innenhof des St.-Annen-Klosters

Auf der Puppenbrücke sind allerdings nicht die Originale zu sehen. Diese stehen seit 1984 im St.-Annen-Museum, wo sie vor den schädlichen Einflüssen der Luftverschmutzung geschützt sind. Das Material für die Statuen stammt aus einem sächsischen Steinbruch. Die Brücke ist die Hauptzufahrt zur Lübecker Altstadt.
Die Kopien wurden mit Fehlern erschaffen. So fehlt dem Frieden der Zweig und der Vorsicht wurden beide Arme amputiert.